# استوارت لانگ
استوارت ایگناتیوس لانگ (انگلیسی: Stuart Ignatius Long؛ ۲۶ ژوئیه ۱۹۶۳—۹ ژوئن ۲۰۱۴) یک بوکسور آمریکایی و کشیش کاتولیک بود که به یک اختلال عضلانی پیشرونده نادر مبتلا شد. زندگی او توسط مارک والبرگ در فیلم زندگینامه‌ای، پدر استو در سال ۲۰۲۲ به تصویر کشیده شد.

## سن نوجوانی
لانگ در کالج کارول، یک کالج خصوصی کاتولیک در هلنا تحصیل کرد. دو سال فوتبال بازی کرد و بوکس را شروع کرد. در سال ۱۹۸۵، لانگ عنوان سنگین‌وزن دستکش طلایی را برای ایالت مونتانا به دست آورد. او در سال ۱۹۸۶ نایب قهرمان شد. لانگ در سال ۱۹۸۶ با مدرک ادبیات و نویسندگی انگلیسی از کارول فارغ‌التحصیل شد.

## درگذشت
لانگ در ۹ ژوئن ۲۰۱۴ در هلنا درگذشت. او در گورستان رستاخیز در شهرستان لویس و کلارک، مونتانا به خاک سپرده شد.

## در فرهنگ عامه
یک فیلم زندگی‌نامه‌ای به نام پدر استو در سال ۲۰۱۶ با مارک والبرگ در نقش لانگ و مل گیبسون و جکی ویور در نقش والدین لانگ بر اساس فیلمنامه‌ای از دیوید او. راسل اعلام شد. پس از اینکه راسل به دلیل درگیری‌های برنامه‌ریزی انصراف داد، روزالیند راس فیلمنامه را نوشت و سپس به عنوان کارگردان در اولین کارگردانی خود قرارداد امضا کرد. در مورد موضوع فیلم، والبرگ گفت: «داستان پدر استو پیامی است که همه ما می‌توانیم بهبود ببخشیم، و برای اینکه انسان‌های بهتری باشیم، تلاش کنیم و در جایی که می‌توانیم کمک کنیم». والدین لانگ و تعدادی از دوستان، همسایگان، اهل محله و روحانیون در تولید آن مشارکت داشتند. این فیلم در ۱۳ آوریل ۲۰۲۲ در هفته مقدس اکران شد.